# Rzecz o wolności słowa
Rzecz o wolności słowa – poemat Cypriana Kamila Norwida z 1869 roku.
Utwór ma formę traktatu poetyckiego sięgającego do tradycji Hezjoda czy Lukrecjusza. Jego przedmiotem są okoliczności, w których słowo osiąga swą pełnię. Autor prezentuje własną historiozofię, skupiając się szczególnie na dziejach słowa. Te rozważania stanowią dla niego podstawę dla oceny przyczyn kryzysu kultury XIX wieku. Ostatnie rozdziały są poświęcone silnym i słabym stronom języka i kultury polskiej.

## Okoliczności powstania utworu
W 1868 roku Norwid prowadził amatorskie studia nad genezą mowy ludzkiej i rozwojem języka. Jej efektem był kurs dla Francuzów, być może dla członków Société de Philologie, o wolności słowa. W listopadzie poeta dowiedział się o projekcie utworzenia emigracyjnego Stowarzyszenia Pomocy Naukowej i zaproponował wygłoszenie czterech albo pięciu wykładów na ten sam temat. Propozycja została przyjęta. Jednakże w kwietniu 1869 poeta zapowiadał swym przyjaciołom już nie wygłoszenie prelekcji, lecz odczytanie poematu. Termin odczytu, parokrotnie przesuwany, ostatecznie został wyznaczony na 13 maja. Na wystąpienie Norwida zarezerwowano salę Wielkiego Wschodu Francji przy rue Cadet 16, mogącą pomieścić około 300 osób. W oznaczonym dniu około trzystu rodaków przez dwie godziny (pomiędzy 20.00 a 22.00) słuchało i oklaskiwało poetę. Obecna na tym spotkaniu Zofia Węgierska pisała później: tak było cicho, że w przestankach usłyszałbyś przelatującą muchę... Każdy czuł, że utraciwszy słowo z tej skupionej treści, wieki z przebiegu ludzkości utracił.
Po zakończeniu wystąpienia poeta przekazał rękopis Ludwikowi Nabielakowi, wiceprezesowi stowarzyszenia. 20 maja ukazała się w Dzienniku Poznańskim entuzjastyczna recenzja Agatona Gillera, która na tyle rozsławiła poemat, że kilkoro członków stowarzyszenia postanowiło zgromadzić potrzebne środki i wydać go drukiem. Inicjatorami przedsięwzięcia byli Nabielak i Węgierska, składki miał zebrać Janicki, a drukiem zajął się Karol Ruprecht. Powierzył on rękopis paryskiej drukarni braci Rouge, Dunon i Fresné. Ponieważ przypadło to na okres letni, drukarze wyjechali na wakacje, a zecerzy zarzucili gdzieś rękopis. Kiedy go odnaleźli z 35 kart zostało 22. Ubłocony i niekompletny poemat 2 września zwrócono Norwidowi. Poeta był oburzony. Nie miał kopii poematu i rozważał druk tego, co ocalało. Ostatecznie do 11 września zrekonstruował brakujące rozdziały XII do XIV i przekazał go Zofii Węgierskiej. 11 października drukarnia zwróciła się do poety, by odebrał liczący sobie 500 egzemplarzy nakład i zajął się jego rozprowadzaniem. Ostatecznie poeta przyjął jedynie kilkadziesiąt egzemplarzy autorskich, a resztę nakładu przekazał w komis Władysławowi Mickiewiczowi. Mickiewicz, który szczerze poety nie lubił, umieścił cały komis w magazynie. Został stamtąd wydobyty w ćwierć wieku po śmierci Norwida.

## O poemacie
Pierwszy człon tytułu: rzecz odnosi się do czegoś wyrzeczonego: wymówionego, przeczytanego, w tle pobrzmiewa sens: sprawa, problem, a nawet dobro jak w słowie rzecz-pospolita. Wolność słowa, o której mówi Norwid nie odnosi się do swobody wypowiadania w mowie, piśmie czy druku swoich przekonań, ale do pełnej harmonii formy i treści, która pozwala na pełną realizację słowa w jego konkretnych dokonaniach, czynach.
Poemat został podzielony na czternaście rozdziałów pisanych rymowanym trzynastozgłoskowcem o rymach parzystych i liczy sobie 1296 wersów.

## Treść

### Zachowany tekst pierwotny
I. Czym jest ludzkość, którą się zna, a nie w którą się wierzy? To kilkaset milionów istot skazanych na smierć, zamieszkujących kilka półwyspów. Dopiero gdy się ją powiąże ze sferą boskości odzyskuje swój majestat. Podobnie jest ze słowem. Wzięte osobno jest dźwiękiem niezdarnie naśladującym rzeczywistość. Lecz kształtowane doprowadziło w Grecji do śpiewu chóralnego, w Sparcie do lakoniczności, do proroctwa w Izraelu, do przewagi formy u Rzymian, a treści u Słowian, wreszcie do słów wielkich, natchnionych Duchem. W codziennym życiu słowo jest tak powszechne, że nikt nie pyta o jego cel, choć gdy ktoś naruszy wolność wypowiedzi od razu znajduje ona obrońców wolności słowa. Ponieważ zbyt anielskie i zbyt zwierzęce pojęcie człowieka przeszkadza rozważaniu, poeta zdecydował się pójść drogą Orfeusza i wyłożyć swą myśl w poemacie, może czasem nudnym, lecz jego poprzednicy ośpiewali już wszystkie uroki krajobrazu, pozostała mu wiec troska o rzecz pospolitą (wspólne dobro).

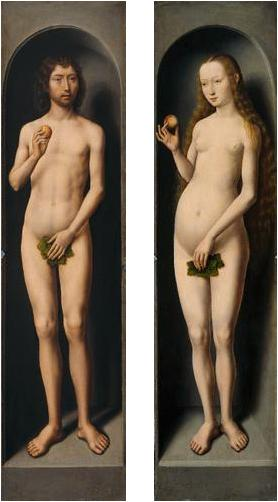
Adam i Ewa. Hans Memling. 1485-1490

II. Zdaniem dzisiejszych uczonych człowiek jest tylko kolejnym ogniwem łańcucha stworzeń. Poeta sądzi przeciwnie, że prolog człowieka jest w Raju i oczekuje od archeologów, że śladów przeszłości nie będą szukać tylko w ziemi, ale w kronice pisanej żywymi zgłoskami: w rytuałach, obyczajach, przekazach. Zbyt wielkie przywiązanie do własnej metody wypacza widzenie. Trzeba się oderwać, być jednocześnie narodowym i ponadnarodowym, ludzkim i nad-ludzkim, dwoistym a jednym. Uczeni mówią, że człowiek kształtuje się stopniowo, że to co jest grzechem stanowi raczej upadek logiki niż człowieka. Jeśli tak jest to dlaczego dzieła sztuki pierwotnej przedstawiają raczej styl oszczędny niż barbarzyński? I jak to się stało, że człowiek pierwotny szukał w tworzeniu biżuterii jakiegoś piękna innego niż piękno ciała? I dlaczego człowiek od początku dążył do harmonii słowa skoro jej realizacji nigdy nie widział?
III. Przeciw temu, że człowiek powoli dopełzł do człowieczeństwa, świadczą też religie, pierwsze dzieło ducha. Nie z prochu dźwigali swego boga sabeiści, ale spłynął na nich z nieba. Człowiek szukał z głębi swej samotności i bóg odpowiadał mu w sumieniu i gwiazdach, ten sam który JEST odwieczny. Słowo, zanim stało się narzędziem porozumiewania, było najpierw celem. Dlatego człowiek mówił nawet, gdy milczał. Dlatego tak wymowna jest cisza. Początek ludzkiej mowy u Mojżesza zmierza ku nazwaniu każdego stworzenia jego własnym imieniem. Słowa się wtedy sprawdzają, gdy rodzą, są jednocześnie z prawdy, ducha i litery. Na jedność języków wskazują te same części mowy. Można śledzić ich początki, choć coraz bardziej bledną.
IV. Początkiem mowy jest powtarzanie przez mędrca-pustelnika świętej sylaby. Z takim mędrcem spotkał się Aleksander Wielki, a ten nic nie powiedział, tylko spojrzał i bosą stopą zaorał proch ziemi. Tak powstała zagadka. Był to czas kiedy słowo szło do Boga, a do ludzi czyn, do czasu Enosza, który stworzył pierwszy chorał. Odtąd tak się mowa rozszerzyła, że aż doszła do pomieszania przy próbie zbudowania wieży Babel.
V. Odtąd są dwie tradycje domowa i zewnętrzna, które się coraz bardziej rozchodzą. Odtąd powraca niepokojące badacza podobieństwo: Mojżesz i Prometeusz biorą ogień i muszą cierpieć. Skąd pochodzi pokrewieństwo tak odległych mitów? Człowiek już nie tylko rozmawia, ale i zaznacza ważne miejsca. Z tego kształtuje się pierwsze pismo – egipskie hieroglify. Od Egipcjan do Mojżesza widać, że celem słowa jest jego świętość, a litera ma mu zapewnić przestrzeń. Słowo spełnia się wyśpiewując hymn uwielbienia. Na zewnątrz pozostaje czyn – Mojżesz czynem wywiera wpływ na Egipcjanach. Natomiast to Aaron jest nosicielem słowa, które niedługo rozgorzeje w psalmach.

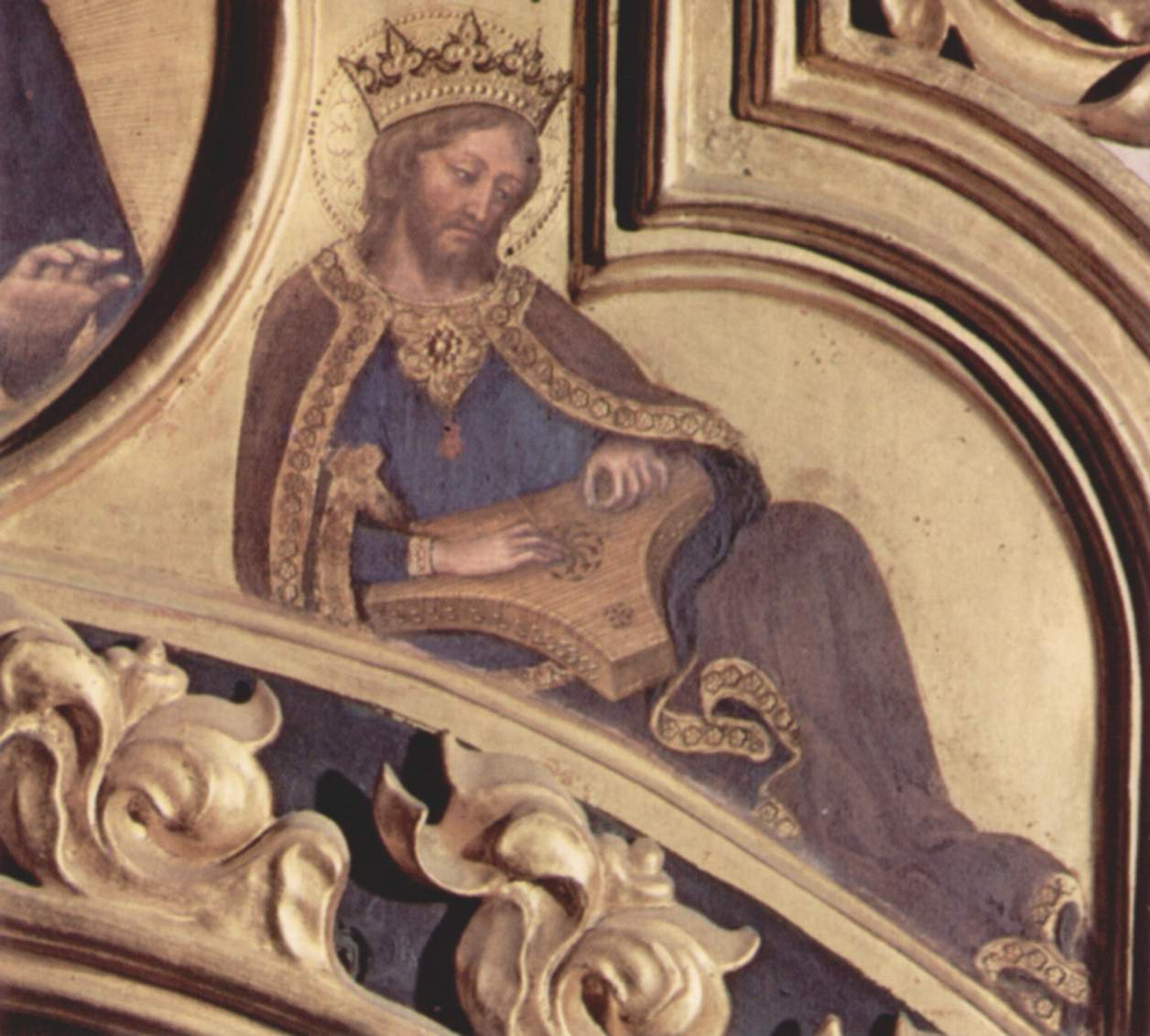
Król Dawid. Gentile da Fabriano

VI. Wydawałoby się, że bliski jest moment pełni, tymczasem lud wyprowadzony na pustynię, tkwiący w tym co zewnętrzne, chce egipskiego cielca. W Grecji nie jest lepiej. Prometeuszowi rozdzierają co dnia bok. Orfeusza zabijają kobiety. Solon lęka się teatru. Ezop ginie z rąk zawistnego delfickiego tłumu.
VII. Wewnętrzne słowo zawsze cierpiało, gdy ciało tyło. Niedługo trwał złoty czas psalmów Dawidowych, przypowieści Salomona, mądrości Hioba. Choć Fenicjanie roznieśli wówczas po świecie znajomość alfabetu, a Homer opiewał rycerskie czyny przodków.
VIII. Gdy ciało zdobyło przewagę nad słowem, Izrael znalazł się w niewoli asyryjskiej. Dwunastoletni Daniel sądził mędrców babilońskich. Czternastoletni Jeremiasz widział dno czasów i Nabuchodonozora. Od młodziutkiego Ezechiela słuchacze domagali się: bądź przystępny. Izajasz głosił, że tyran zniszczy lud i ziemię. Lud uprowadzony w niewolę został rozproszony, a jego księgi upowszechniły się w języku greckim. W chaosie, jaki nastał Izraelici stanęli naprzeciw siebie i wzywali Oniasza proroka, aby rzucił klątwę na przeciwników, a on prosił Boga, by nie wysłuchał ani jednych ani drugich i stracił życie. Tak Słowo zyskało wszystkie potęgi: od psalmodii wewnętrznej do mowy i księgi. Miało pieśń i przypowieść, zagadkę, przysłowie, dialog, dramat, epos, zasady wymowy, przemowę, powieść, romans grecki, pamflet i panegiryk. Poznało także wolność milczenia, gdy lud rzymski milcząc udał się na Monte Sacro. Teraz pragnęło już tylko, by Słowo się stało.

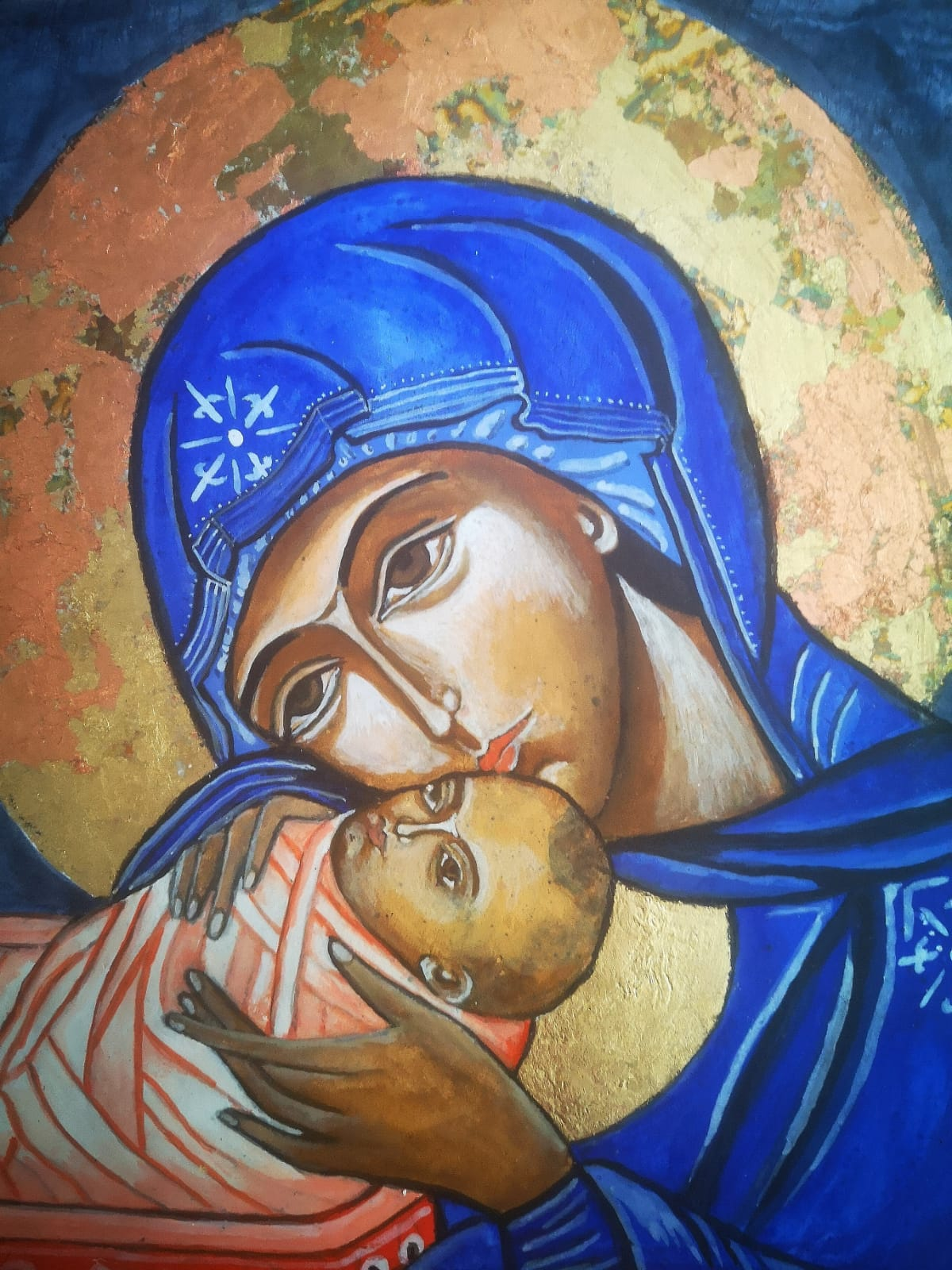
Maryja z Dzieciątkiem

IX. Nastał złoty wiek Augusta, choć Owidiusz poszedł na wygnanie, a Horacy ostrzegał przed śmieciem w świątyni. Wtedy wszedł między ludzi Mistrz-wiekuisty, który włączył do historii biografię każdego człowieka, a do słów dodał intencję serca. Przyszedł nie jak król, ani nie jak uczony. Przyszedł i przeminął? Znany jest odtąd punkt wyjścia, droga, siła i wiadomość czemu. Zmieniły się niebo i ziemia. Nie tylko została objawiona Boskość-Ludzkość, ale słowo każdego stało się częściowo zbiorowe. Człowiek już nie sam działa, a słowo oblekło się w moc ducha i w księgę dziejów. Pawłowi chcą stawiać w Listrze ołtarze, a on znalazłszy kwestię sporną w Antiochii, udał się do Jerozolimy, by wraz z Piotrem, Jakubem i Janem wypowiedzieć te słowa: Zda się godziwym Świętemu Duchowi i nam... złotą koronę wolności. Odtąd Słowo doskonałe w człowieku i zgromadzeniu nie zyskało już nic nowego. Wewnętrzny monolog trwał w klasztorach, dramat zamilkł chwilowo przez wzgląd na śpiew chóralny, żywioł gminny zyskał parlament dzięki przypowieści. Ludzkość która umie się łączyć w parlament mogłaby spełnić wielkie dzieło ofiarne, musi jednak przy tym umieć się godziwie różnić. Musi działać całym sercem i całym sumieniem. Celem bowiem i arcydziełem słowa jest przyjęcie wszelkiej Ludzkości i utrzymanie Boskości. Ten tylko potrafi się różnić ofiarnie, kto całym sobą wypowiada słowo, nawet gdy milczy, kto jest swych słów nie tylko ojcem lecz synem i duchem i dopiero wtedy czyni.
X. Jeśli więc za czasów Augusta głos przemówił: jak chcecie głosić dobre treści, jeśli w sercu nie jesteście dobrzy? To jak teraz, mimo druk i dzienniki, ma się rozszerzać wolność słowa, gdy czytelnik szuka tylko swego, a księgarz przeprowadza, co ukartował. Który pisarz, czytelnik lub drukarz się tym zajmie, gdy ma przed sobą nie zielnik wieszczów, gdzie dąb zielony i romansowy jesion, ale spólny interes rzeczy-pospolitej.
XI. Dzisiejsze słowo cierpi ucisk z powodu współpracy autora i wulgaryzatora, którzy chcą jak najszybciej oświecić masy, upraszczają więc i zaniżają prawdę. A przecież wszelkie opisywanie i przepisywanie nie jest twórczością. Autor jest kimś różnym od wulgaryzatora, bo idzie w ciemność, aby wydobyć prawdę na światło, gdy wulgaryzator chce jak najprzystępniej rzecz rozjaśnić. Nie jest twórcą, lecz producentem prawdy, chce pomóc masom nadrobić jej zapóźnienia. Jego praca jest dla praktycznie zatrudnionych, których książka nudzi, albo dla tych którzy chcą się bawić i których wszelka praca nuży. Słowo staje się środkiem technicznym, wymiennym i środkiem właśnie, a nie celem, traci przymiot świętości. Współcześni dziennikarze i opowiadacze nie znają zresztą nawet tego pojęcia. To upowszechnianie w swym pędzie nie chce znać ogółu, ani mniejszości. Vox Dei należy do większości. A przecież to mniejszość jest początkiem wszelkiej twórczej pracy. Odkąd wolność słowa jest w ucisku, to co jej zabrano oddaje prześmiewczo cynizm, a wtóruje mu ironia, która woła nie chcieliście znieść prawdy, znoście chociaż jej poświst. Błądzą, ci którzy mają ironię za zło, jest bowiem dwojaka ironia: zdarzeń i czasów. Cynizm i ironia rodzą podejrzliwość, lecz istnieje zło gorsze od nich: fałszywa powaga. Podobna jest ona do fal morskich, które w Neptuno obłamują, zaokrąglają i zamieniają w obłe kamyki mozaiki w łaźniach Nerona, choć z oddali kryje je dostojny kolor żywiołu. I jest w tym ironia boskiego zrządzenia. Śmiech Twórcy nad ludźmi, którzy widząc prawdę, czczą kłamstwo, nie są w stanie niczego stworzyć, równie żadni, czy przeczą, czy twierdzą, ich słowo pozostaje równie okrągłe. Społeczeństwo tej fałszywej powadze przyklaśnie albo ją przemilczy. A ona zje na zimno genialnego człowieka, utuczy go mową pogrzebową, a na koniec wystawi mu pomnik. Ostatecznie to nie cynizm, ani ironia lecz charakter człowieka, a więc świętość słowa są w stanie budować.

### Rozdziały odtworzone
XII. Budowniczy katedry nie rozpoczyna swej pracy od dachu lecz od fundamentów. Podobnie świętość słowa buduje ludzki charakter. Ale gdy ze słowa uczyniono ślepe narzędzie, wszystko się pomieszało, pismo i ruch dramatyczny przełamało się wraz z zaniedbaniem pracy wewnętrznej. Świętość słowa przez usta proroków odklinała to, co zniszczyła rozpusta i nicość. Aż świętość słowa rozgorzała w Majestacie i stała się siłą. Odtąd charaktery przestały być jak w starożytności odskocznią od upodlenia innych, ale świadkami prawdy. Przypowieść z błędu czyni wymowę, z kłótni – dialog, z uniesień – deklamację. Podnosi to co niskie, z zawiści czyni bodziec, z zazdrości bicz na samego siebie. Zło zostaje strawione w dramacie słowa i oścień gniewu zostaje pochłonięty. Słowo łączy się z miejscem i stwarza narody. Kto by wątpił, że język współtworzy narody niech się przyjrzy Stanom Zjednoczonym. Nie cenny korzeń mowy dał Waszyngtonowi niepodległość, ale wysokość sfery słowa zbiorowego wytworzona w parlamencie. Wartości poszczególnych języków nie powinny ze sobą rywalizować, gdyż żaden nie jest doskonały. Nie da się pisać felietonów po hebrajsku, tworzyć sag skandynawskich w języku rzymskich prawników. Język powinien być świadom swych ograniczeń.
Język polski silny słowem, duchowym bogactwem, niedomaga, gdy idzie o formę. Forma była tu zawsze uważana za rzecz szkolną, ograniczającą swobodę. Do dziś późno wychodzi książka, czyn w zamian przedwcześnie. Gdzie nie ma formy, nie ma ciągłości, tylko burzliwe wyładowania, o których szybko się zapomina. Dzięki formie ludy mniej zdolne są w stanie więcej dać, gdy Polak z głębiami ducha, a bez wiadra, siedzi bezradny u studni. Choć każda z pereł piękna, nie stanie się litanią różaniec bez nici. Przez dzieje polskie idzie szereg typów: benedyktyn ujarzmiający puszcze, królowa Jadwiga fundująca uniwersytet, jezuita, ksiądz pijar reformujący szkolnictwo, francuski filozof, zesłańcy, emigranci-pielgrzymi. Niewątpliwie Księgi pielgrzymstwa są potężnym zjawiskiem. Podobnie wybuch wulkanu. Być może jednak coroczny wylew Nilu nawadniający ziemię i dający chleb jest równie majestatyczny. Zabawne bywa wyrzekanie dziennikarzy na średniowieczną ciemnotę, skoro z tej ciemnoty czerpią, bo to tam powstały arcydzieła – języki, w których piszą.

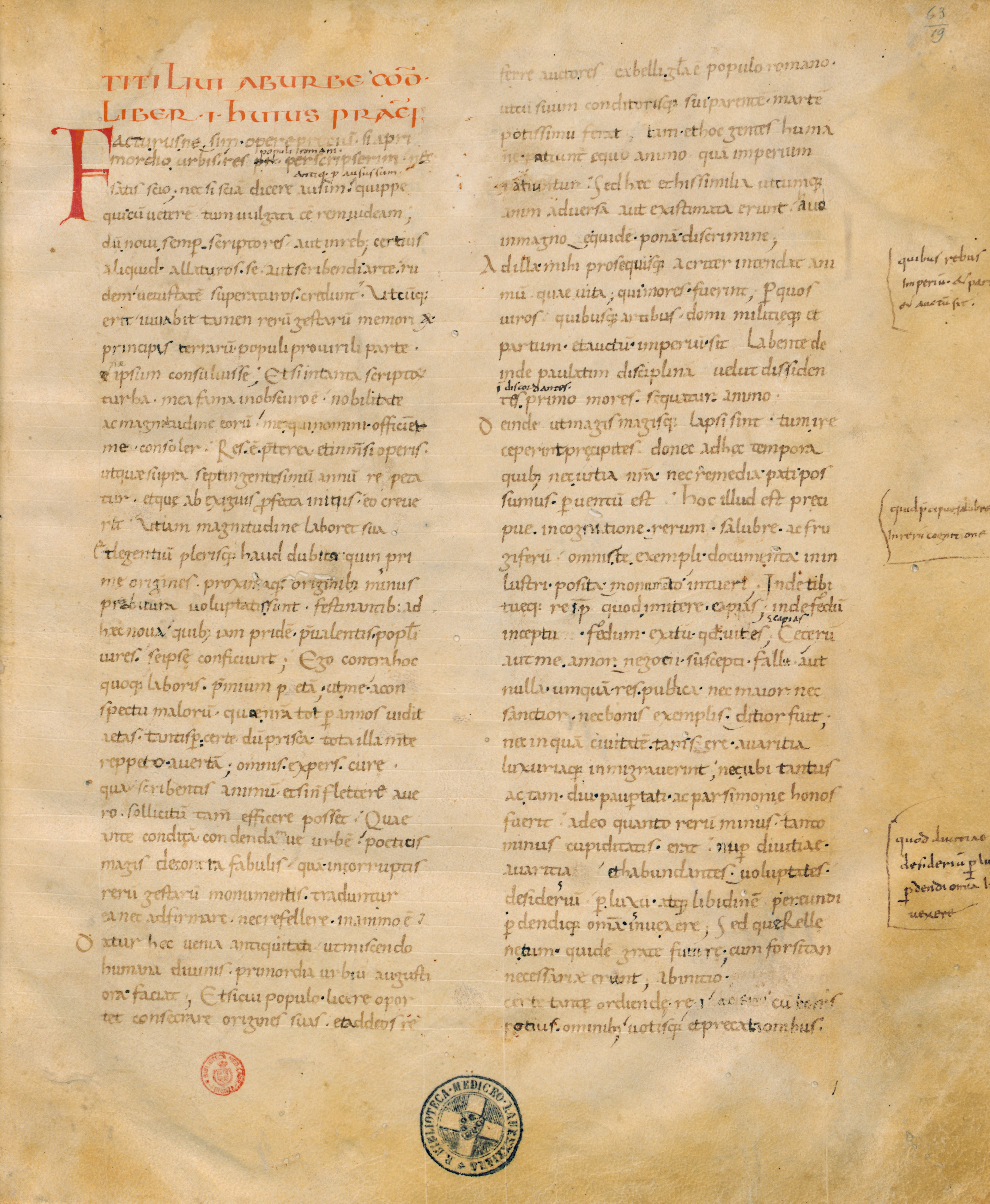
Liwiusz. Ab urbe condita. Manuskrypt z X wieku

XIII. Młody polski język trzeb było ustatkować łacińską, czeską lub niemiecką ortografią, dać mu grom, co błyska i ścisłość statutów, głębie biblijne, słodycz kobiecą i sznur prawdy. Trzeba było dziesiątków lat pracy drukarskiej, nie tylko doraźnej pomiędzy gawędą a gawędą, żeby ten język mógł objąć Ruś, Litwę, Prusy, by mógł powstać kasztelański język Jana z Czarnolasu. Dlaczego jednak tak potężny duch słowiański, tak słabym okazał się w trosce o formę, że nawet nie wiedział skąd pochodzi nazwa Słowianina? Wyraz Slavus lub Sclavus, równie dobrze może oznaczać słowo, sławę lub niewolnika. Lecz kiedy w początkach państw słowiańskich zajaśniał nad Europą triumf Krzyża, to co haniebne stało się powodem do sławy, a słabe stało się mocne. Dziwny Pan błogosławił ubogim duchem, tym którzy płaczą. I Słowianin przejął się bardziej duchem, zwłaszcza że litery jeszcze nie znał. A działo się to prędko, bo serca były spragnione i chłonęły słowo, nie troszcząc się o literę. W Chinach jest zakon, który zbiera zapisane kartki, żeby się słowo nie poniewierało. Dlatego niejedna myśl u Słowian niedojrzała w czynie, byłaby książką-dojrzałą w Pekinie. Nieraz tworzyły się w Polsce interesujące księgozbiory, ortografia w nich jednak była wątpliwa, interpunkcja – mętna, terminologia – uboga, w społecznych formach nieszczęsne: imość-panie-dobrodziki. Chwalono się, że w Polsce znalazł się jeden z rękopisów Liwiusza, tylko nie wiadomo gdzie, bo się gdzieś zapodział. Jak ma wypełnić testament, choćby najczulszej, matki, ktoś, kto nie ma pojęcia o ważności litery. Jest więc miejsce, gdzie zapał nic nie daje albo idzie na marne, gdzie nie ma ciągłości, bo ciągłość to Testament.
XIV. Poeta jest zmęczony długim lotem pomiędzy niebem a ziemią przez epoki i kraje. Chce odpocząć. Tak dociera do ruin Palmyry. Podziwia harmonię ruin i dzikiej przyrody, która łagodzi widok zniszczenia. Chce podnieść kamyk, ale uświadamia sobie, że naruszając chociażby jeden element tego kosmosu, zepsułby jego równowagę.

## Recepcja utworu
Reakcja Agatona Gillera po odczycie była entuzjastyczna. Nazwał poemat epopeją słowa tworzącego się w sumieniu człowieka i w harmonii praw stworzenia. Struktura utworu zrobiła na nim wrażenie wykopanych na stepie scytyjskich mogił. Formę wypowiedzi Norwida przyrównywał do zwięzłości hinduskiego pustelnika, kontemplującego Boga w stworzeniu. Zachwycał się też sposobem deklamacji poety oraz towarzyszącą jej gestykulacją. Uznał poemat za jeden z najlepszych utworów artysty. Zgoła innego zdania był Aleksander Wernicki sprzeciwiający się narzucaniu Norwida na stanowisko wieszcza przerastającego Mickiewicza, na istnego Homera rozświetlającego XIX wiek. Zarzucał poecie przesadną gestykulację, zagłuszającą tekst. W samym poemacie doceniał rymy i piękne słowa, w których jednak trudno się doszukać sensu. Zofia Węgierska, również słuchaczka odczytu, zachwycała się umiejętnością poety pomieszczenia w tysiącu wierszy treści, którym prozaik musiałby poświęcić życie. Podkreślała hipnotyczny wręcz wpływ poety na słuchaczy. Wreszcie dawała odpór rozmaitym pozytywistom, zarzucającym Norwidowi zbytnią górnolotność, sofizmaty, niejasność, niezrozumiałość, cytatem z Heinego, który miał odpowiedzieć swoim krytykom: Na szczytach trudno nam było się porozumieć, ale w błocie rozumieliśmy się zawsze.
Po roku (1870) Aleksander Wernicki powrócił do paryskiego odczytu, zarzucając tym razem Norwidowi brak wrażliwości na palące problemy społeczne. W obliczu dławiącej Polaków cenzury poeta uznał te ich problemy za zbyt poziome i pisał na tematy ogólne, dostępne dla takich jak on sam Norwidów. Józef Ignacy Kraszewski (1870) znajdował w utworze wiele piękności, całość jednak oceniał jako dziwaczną, mętną, porwaną i bezładną. Porównywał poemat do marmuru poprzerastanego pleśnią i mchem. Nigdy, jego zdaniem, żaden z polskich wieszczów nie zbliżył się tak do chaosu.
Późniejsi komentatorzy również pozostawali rozdwojeni. Adam Krechowicki (1909) widział w utworze suchy, mglisty traktat o pospolitych, często sztucznych rymach. Stanisław Cywiński (1924) z kolei uważał Rzecz o wolności słowa za najważniejszy i najbardziej wykończony utwór Norwida. Zenon Przesmycki charakteryzował poemat (1932) jako hezjodyczną pieśń o kilku tysiącach lat dziejów walk i prób słowa. Mieczysław Jastrun (1960) określał poemat jako historiozoficzny i porównywał go z Legendą wieków Hugo. Stanisław Grochowiak (1966) widział w nim grafomańską kobyłę powstałą z rozpaczliwej potrzeby samoutwierdzenia się poety.